# Domaszno (gromada)
Domaszno – dawna gromada, czyli najmniejsza jednostka podziału terytorialnego Polskiej Rzeczypospolitej Ludowej w latach 1954–1972.
Gromady, z gromadzkimi radami narodowymi (GRN) jako organami władzy najniższego stopnia na wsi, funkcjonowały od reformy reorganizującej administrację wiejską przeprowadzonej jesienią 1954 do momentu ich zniesienia z dniem 1 stycznia 1973, tym samym wypierając organizację gminną w latach 1954–1972.
Gromadę Domaszno z siedzibą GRN w Domasznie utworzono – jako jedną z 8759 gromad na obszarze Polski – w powiecie opoczyńskim w woj. kieleckim, na mocy uchwały nr 13g/54 WRN w Kielcach z dnia 29 września 1954. W skład jednostki weszły obszary dotychczasowych gromad Domaszno i Żardki ze zniesionej gminy Drzewica oraz Kłonna (bez wsi Janówek) ze zniesionej gminy Klwów w tymże powiecie. Dla gromady ustalono 14 członków gromadzkiej rady narodowej.
1 stycznia 1956 gromada weszła w skład nowo utworzonego powiatu przysuskiego w tymże województwie.
1 lipca 1956 gromadę włączono z powrotem do powiatu opoczyńskiego w tymże województwie.
Gromadę zniesiono 31 grudnia 1959, a jej obszar włączono do gromad Drzewica (wsie Domaszno i Żardki oraz kolonie Domaszno i Żardki) i Odrzywół (wsie Kłonna i Stara Kłonna, kolonię Kłonna i gajówkę Kłonna).